# 오키나와현도 제75호선

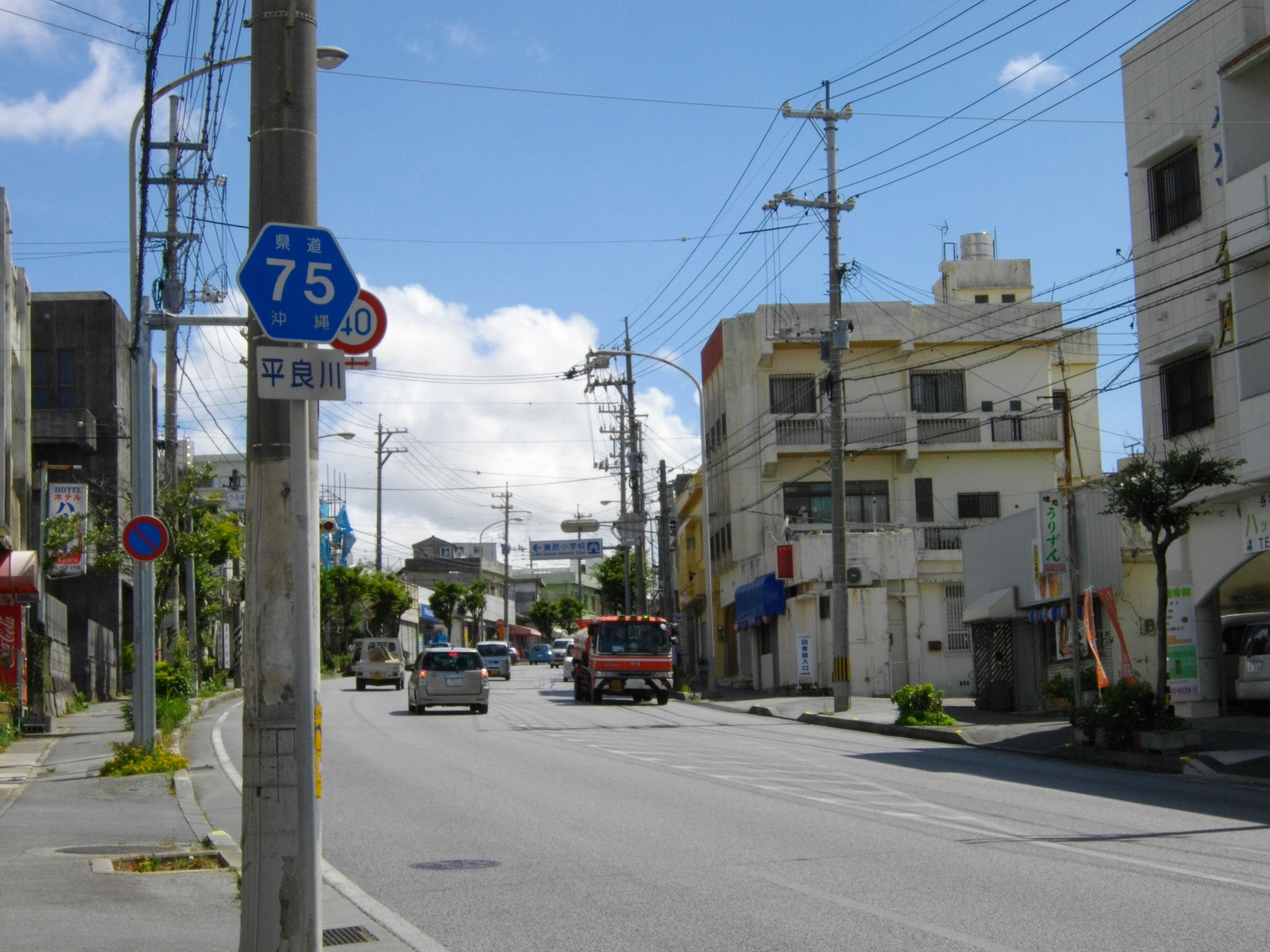
75번 오키나와현도 (우루마시 다이라가와)

오키나와현도 제75호 오키나와 이시카와 선(일본어: 沖縄県道75号沖縄石川線)은 오키나와시 미야자토에서 우루마시 이시카와 히가시온나까지 연결되어 있는 주요 지방도이다. 그래서 이 도로가 주요지방도 오키나와 이시카와 선(主要地方道沖縄石川線)으로 지정되어 있고, 총 연장은 11.546 km이다.

## 개요

### 구간
- 기점 : 오키나와시 미야자토 (고자 십자로(일본어판) = 국도 제329호선, 국도 제330호선)
- 종점 : 우루마시 이시카와 히가시온나 (오키나와현도 제255호선, 구 329번 국도)
- 총 연장 : 11.546 km

### 통과하는 지자체
- 오키나와시 - 우루마시

### 교차하는 도로
- 국도 제329호선 (기점)
- 국도 제330호선 (기점)
- 국도 제331호선 (기점, 329번 국도와 중복)
- 오키나와현도 제224호선 (오키나와시 미사토, 우루마시 아게나-아카미치 방면[1], 같은 시의 덴간-마에하라 방면)
- 오키나와현도 제85호선 (우루마시 에스)
- 오키나와현도 제16호선 (우루마시 아카미치)
- 오키나와현도 제36호선 (우루마시 갼)
- 오키나와현도 제10호선 (우루마시 다이라가와)
- 오키나와현도 제8호선 (우루마시 아게나)
- 오키나와현도 제255호선 (종점)

### 중복 노선
- 오키나와현도 제36호선 (우루마시 다이라가와 일대의 구도 부분)
- 오키나와현도 제224호선 (우루마시 아게나 - 덴간)

### 연선
- 오키나와 미사토 우편국
- 구시카와 우편국
- 우루마시역소
- 캠프 코트니(일본어판, 영어판)